# 二部紙
二部紙（にぶし）は、日本において、全国紙や地方紙の中に折り込まれている、薄いページの新聞、あるいは、お正月やスペシャルイベントなどがある場合の特集紙面のことである。「別刷り」（べつずり）とも呼ばれる。
新聞業界では「増頁」（ぞうぺい）と呼ばれる。また、各新聞社内では、「二部紙」とは呼ばず、基本的には各紙のみの名前（朝日なら「be」など）で呼ばれ、元旦特別版のみ「増頁」と呼ぶことが多い。
日曜日付けの夕刊が廃刊となった1965年4月 以後は、これに伴う本編の頁数を増やさない分、全国紙を中心に別刷りの日曜版を拡充させている。

## 全国紙の二部紙の構成
（以下のデータは特記なきものは原則として東京本社発行分を基準とする）
朝日新聞
土曜版　be（ビー）
元々は1959年から掲載していた日曜版だったのを、2002年から土曜日に移動。「青のbe」は経済記事、「赤のbe」はエンターテインメント記事を収録。2005年から一時期日曜版「be on Sunday」として「緑のbe」（科学記事）を掲載（これに伴い、土曜日付けは「be on Saturday」とする）。さらに2007年から「金色のbe」こと「be on television」も含めて土・日それぞれで別冊が2本立てという体裁を取っていた。2009年に日曜版を再び廃止。テレビ番組表は土曜日に移動して「青のbe」への挿入という形で中面に掲載。なお、お盆とお正月には「be」がお休みとなり、「be TV」のみ単独で朝刊に挿入される。2017年よりテレビは「beテレビ」として発行。
日曜版　「朝日新聞 GLOBE（グローヴ）」（2011年4月〜2022年3月）
かつては原則月2回月曜日に中面折り込みで掲載していたが、日曜版としての発行となった。2011年10月からはタブロイド紙と同じ形態となり、2016年4月より第1日曜日のみの発行に変更されたあと、2022年4月より月2回日曜日の中面折り込みに戻された。
日曜版　「EduA（エデュア）」（2020年4月〜2022年6月）
Education Asahiの略で教育専門タブロイド。2020年4月より第2・4日曜日の発行としていたが、半年後には第2日曜日のみの発行へ変更された。その後は希望者のみへの宅配へと変更されている。
日曜版　「Asahi+C」（2012年10月〜2016年3月）
名古屋本社（東海3県（大阪管内の伊賀・東紀州エリア除く）・静岡県西部）地域限定。名古屋発行の朝日新聞の土曜日付夕刊が2012年10月中旬で廃止され、その代替紙の位置づけであった。2016年3月27日付けをもって「二部紙」の形態としては廃止。同月29日から本紙（名古屋本社版）の特集面としてリニューアルしている。
その他
過去に夕刊でGコードが掲載された当初番組表を分冊した「Gセクション」という記事を東京版のみに発行していた。また大阪本社管内の四国（徳島県・香川県・愛媛県・高知県）では過去に地方版とスポーツ面、番組表のみの記事を分冊で発行していた時期があった（1989年〜1992年）。
毎日新聞　日曜くらぶ（1975年～2023年10月1日）
毎週日曜折込。東京・北海道・大阪セット版は8頁建て、中部・西部・大阪統合版はこの中から4頁を抜粋したダイジェスト版の形式で掲載。大阪版は左記に加え、冒頭4頁は「日曜くらぶプライム」として独自に「TVウィークリー　ワイド版」としてカラーの週間テレビ番組表を収録していた。
2021年7月から、日曜日限定の横題字「毎日新聞Sunday」を採用、分冊ページ、すなわち「日曜くらぶ」で掲載されていた各種連載記事の一部を本編に掲載し、カラー増頁を図った一方、別刷りは継続中であり一部連載や週間テレビはそちらで継続していた。
梱包材の削減、輸送体制のスリム化などSDGsの観点であることを理由に2023年10月1日をもって「別刷り」という形を廃止。いずれも本紙のセンターで抜き取り可能なスタイルへと刷新され、週間テレビ表は土曜付、その他の連載物を「日曜くらぶ」の名前を活かしたまま日曜付にそれぞれ掲載している
1980年代には女性向けの別刷り特集「女のしんぶん」を発行していた。
読売新聞　よみほっと（毎週日曜折り込み）
以前は日曜版→「y&y日曜版」であった（1980年代は水曜版も二部紙として発行されていた時代があった）。なお「y&y」は日曜版に加え、「y&yしごと（求人情報）」が毎週月曜日に、「y&yテレビ 週刊番組案内」が毎週木曜日に、それぞれ織り込まれていたが、「しごと」は2008年1月からは本紙に「月曜求人」となったため廃止。「テレビ」は同年10月から日曜日 に掲載曜日を変更し事実上日曜版に統合された。北陸支社管内（富山県・石川県）では1990年代の一時期、地方版と番組表を分冊で発行していた。
産経新聞　TV CLIP
毎週日曜付けに週刊テレビ番組表（東京本社版発行・首都圏地域のみ）が入っている。1970年代前半までは、テレビ・ラジオ欄と婦人欄を合わせた「サンケイホームニュース」として分冊された時期があった。1990年代前半には、東京本社版で漫画専門の新聞「Comic Sankei」が週1回発行されていた。なお、他紙でいう「日曜版」は『産經 日曜版』という特集ページを設けたうえで本紙に組み込んである。（1988年にカタカナの「サンケイ」から現在の「産経新聞」に復帰する前にも「サンデーファミリー」という日曜版を本紙組み込みで掲載したことがある）
日本経済新聞
日経プラス1
毎週土曜折込。地域によっては週間番組表が中面に掲載されている。
NIKKEI The Style
毎週日曜日発行。2017年3月5日創刊。厳密には二部紙ではなく、日曜付け紙面センター部に織り込んだ形での日曜版である。女性を主ターゲットに、旅行・遊び・食・ファッション・文化・住まいなどの幅広いテーマを経済紙の独自の視点から取材して、ワクワクするような新しい価値観を提供する日曜版としている。紙面は他のページから抜き取りしやすくするために高級白色紙を使用し、写真などのビジュアルなどの充実さを図っている。 なお「日経プラス1」創刊前は、同様の本紙折り込み型の日曜版が発行されていた。
その他
また各企業の株主総会ピーク時期（例年6月）には、その企業の決算公告をまとめて掲載した別刷りが発行される。

## ブロック紙・地方紙の二部紙の構成
中日新聞・北陸中日新聞・東京新聞　中日(東京新聞)サンデー版
毎週日曜折込。サンデー版見開きの「大図解」は中日新聞系各紙のほか、他のブロック紙・地方紙でも掲載されることがある。「週間テレビガイド」が掲載されている。(中日新聞では2009年1月よりサンデー版に挿入)。
なお日刊県民福井は日曜版別刷りはせず、月曜（原則）の朝刊に大図鑑、日曜朝刊に週間テレビガイドを本編に収録している。
北海道新聞
土曜朝刊「道新こども新聞 まなぶん」
1994年から2015年2月まで夕刊に掲載・折り込みされた「道新小学生新聞フムフム」をリニューアルする形で、2015年3月に「道新こども新聞 週刊まなぶん」として創刊。タブロイド版8ページ。当初毎週土曜に発行、2023年7月より第2・第4土曜日のみの発行に縮小し改題。
日曜版「日曜Navi」
2008年12月より、同年11月まで木曜夕刊に折り込まれていた別刷り「おふたいむ」を併合し、従来おふたいむに掲載されていた週間テレビ番組表やプレゼント企画等を加え、現紙名に改名。
秋田魁新報　週刊さきがけスポーツ
毎週木曜折り込み。秋田県内のスポーツ情報を掲載する4ページの別刷り。2014年1月創刊。
静岡新聞　とっとこ静岡
毎週土曜折込。2010年4月に日曜版から土曜版にリニューアルした。同時に体裁もブランケット版からタブロイド版に変更している。
大阪日日新聞　週刊大阪日日新聞
2006年創刊。当初は毎週土曜日発行だったが、2016年現在は第2・4土曜日発行。但し配送地域は大阪市鶴見区・城東区・旭区・都島区（市内北東部版）、北区(キタ版)と、守口市・門真市（京阪版）のみ。厳密には本紙とは別扱いで、対象となる地域に、発行日付の1-2日前に当たる木・金曜に無料配布されるが、大阪日日の定期購読者には発行日付けの朝刊と同時に折り込まれる。
中国新聞　中国新聞SELECT
2015年5月1日、同年4月末で休刊した中国新聞夕刊の代替紙としての位置づけで創刊。毎週火〜日曜の発行で、祝日の翌日は休刊。基本的には中国新聞朝刊とは別扱いの新聞であるが、SELECTの定期購読は本紙とのセットのみで、単独での定期購読は出来ず、事実上二部紙の体裁をなしている。
SELECTは創刊当初、即売が行われていなかったが、2016年5月より一部のコンビニ・駅売店・中国新聞販売所にて、60円で即売されている。
その他
上毛新聞・山梨日日新聞（テレビ面のみ）の朝刊も、常時2部構成になっている。過去には山形新聞・佐賀新聞（2011年度。2012年から2部を廃止）・福井新聞（2021年3月まで、福井県外のテレビ・ラジオと芸能記事を分冊していたが同4月より本編掲載に）の朝刊も行っていた。
また地方紙の多くでは、週の後半（木・金曜日など）に、週間テレビ番組表を別冊として載せている新聞社もある。

## スポーツ紙
- 日刊スポーツ、スポーツ報知、サンケイスポーツのそれぞれ関西版（大阪本社<日刊は名古屋・西部版も>）、中日スポーツ・東京中日スポーツ - 中央競馬開催日に別刷りで予想面を掲載。
- スポーツ報知 - 2013年1月（関東版=東京本社。のちに2014年から関西版でも開始）から2016年3月まで週1回、女性向け記事「L Lady Life Love」を分冊で掲載。2016年4月からは金曜の本紙に掲載される形となり別刷りを終了。
- 道新スポーツ - 2016年4月より小中学生のスポーツの話題を取り上げるタブロイド版の別刷り「ジュニア道スポ」を月1回毎月第二木曜に発行。同年10月からは第四木曜にも発行し、月2回発行となった。

## 正月編成
一部を除いて、朝刊で発行される全国紙、地方紙の多くでは、元日付けの新聞を4 - 6分冊に分けて発行する。その内容としては以下の通りである。
- 番組表（多くは1月3日までのラ・テ番組表を載せている。但し、沖縄県や離島の一部などの地方紙では、1月3日の新聞を出さない場合があるが、大抵は3日付の朝刊は通常発行するので重複掲載になる）
- 文化・芸能・芸術
- スポーツ（その年行われる注目の大会にスポットを当てる）
- 地域の大プロジェクト事業
- 新聞社主催イベント

この正月特集は本編（平均24 – 40ページ）と一緒に配布され、1年で最も多い100ページ前後の紙面になる。その印刷と配送の関係から（正月特集分は年内に印刷して、事前に販売店へ運び込まれる）、年末終盤の12月28日ごろから大晦日にかけては朝刊のページ数が少なくなる新聞が多い（なおこの時期は夕刊休刊となっている）。また、同時に12月のクリスマス商戦を境にチラシの量も減っていく。
日刊スポーツなどのスポーツ新聞も、元日に二分冊を行う場合がある。日刊スポーツの場合、2008年は北京五輪特集を、2010年には3D記事を分冊で掲載した。